# Châtillon-le-Roi
Châtillon-le-Roi is een gemeente in het Franse departement Loiret (regio Centre-Val de Loire) en telt 274 inwoners (1999). De plaats maakt deel uit van het arrondissement Pithiviers.

## Geografie
De oppervlakte van Châtillon-le-Roi bedraagt 4,6 km², de bevolkingsdichtheid is 59,6 inwoners per km².
De onderstaande kaart toont de ligging van Châtillon-le-Roi met de belangrijkste infrastructuur en aangrenzende gemeenten.

## Demografie
Onderstaande figuur toont het verloop van het inwonertal (bron: INSEE-tellingen).